# Калоријски тест
Калоријси тест  отонеуролошки је тест заснована на  разлици у температури воде или ваздуха, који се користи дијагностиковању оштећење акустичног нерва укљученог у процес слуха и равнотеже. Калоријси тест се изводи тако што се уношењем хладне или топле воде или хладног и топлог ваздуха у  ушни канал врши стимулација  акустичног нерва, односно чула за равнотежу. Када се вода или ваздух унесу у ушни канал они у унутрашњем уву врше промену температуре, и изазива ју одговор центра за равнотежу у виду брзих, бочних покрета очију, који се називају нистагмус. Ако је након упоређењем симетрија одговора леве и десне стране разлика у нистагмусу  већа од 20% то указује на лезију вестибуларног система.
Калоријско тестирање је користан клинички алат за процену и квантификацију функционалног статуса појединачних вестибуларних система,  заснован на примени вестибуло-окуларног рефлекса  за идентификацију једностраног периферног дефицита.
Тестом се поред оштећења  акустичног нерва  и центра за равнотежу могу дијагностиковати  и оштећење можданог стабла. Најчешће се овај тест ради и као део другог теста који се зове електронистагмографија.
Калоријско тестирање нуди предности у односу на друге методе тестирања, као што су вестибуларни евоцирани миогени потенцијал и видео импулсни тест главе. Калоријско тестирање не захтева померање главе и омогућава бољу усклађеност код пацијената чији се симптоми погоршавају током кретања и оних са ограниченом покретљивошћу врата.

## Алтернативни називи
Калоријски тест - Битермално калоријско тестирање - Тест калоријске стимулације - Калориски тетст хладном и топлом водом - Калоријски тест ваздухом 

## Анатомија и физиологија
Полукружни канали као део унутрашњег ува имају виталну улогу у одржавању равнотеже и просторне оријентације. Постоје три полукружна канала: хоризонтални, горњи и задњи. Сваки од њих садржи течност - ендолимфу која је одговорна за откривање угаоних или ротационих покрета главе. Свакиполукружни канал се шири у врећицу испуњену течношћу која се зове ампула, која је  сензорна компонента вестибуларног система.

## Индикације
Вртоглавица
Како је вртоглавица једна од честих жалби у амбулантним и стационарним условима, калоријско тестирање је корисна клиничка процедура у процени вртоглавице. У том смислу калоријско тестирање може проценити и квантификовати функционални статус појединачних вестибуларних система, на основу процене вестибуло-окуларни рефлекс (ВОР) за идентификацију једностраног периферног дефицита као могућег узрока симптома код пацијента. 
Битермално калоријско тестирање обично се изводи када постоји велика сумња на периферну лезију чула за равнотежу, као узрока вртоглавице. Међутим, у случајевима са малом вероватноћом периферне лезије, монотермно калоријско тестирање може бити прикладно јер негативан тест открива симетричне одговоре и указује на централну етиологију вртоглавице.
Тестирање можданог стабла
Пошто вестибуло-окуларни рефлекс захтева нетакнуто мождано стабло, калоријско тестирање се такође може користити и за процену функције можданог стабла код пацијената у коми. Тестом се изолује периферни вестибуларни систем и елиминише централне етиологија вртоглавице.
Испитивање функције чула слуха
Калоријски тест се користи за испитивање функције чула слуха и који може бити оштећен као последица уноса одређених антибиотика или других лекова

## Контраиндикације
Калоријси тест не треба радити:
- Ако је бубна опна поцепана (перфорирана), јер  може изазвати инфекцију ува.
- Током епизоде вртоглавице јер може погоршати симптоме.

- До обуставе употребе лекове који инхибирају вестибуларне функцију.

## Начин извођења
Припрему и непосредно тестирање пожељно је извести у слабо осветљеној просторији. Испитанику пре почетка теста треба омогућити време у трајању од 15 минута да се он и његове очи привикну на услове слабије осветљености и тиме постигне стабилан корнео-ретинални потенцијал.

### Опрема
Калоријски систем чине два купатила са 250 mL дестиловане воде, загрејане на 44 °C и 30 °C.
- Умиваоник запремије до 250 mL
- Посуда за повраћање
- Штоперица
- Суви пешкир
- Опциона опрема: за електроокулографију или видеоокулографију

### Припрема
Тест не захтева посебну припрему, изузев што би испитаник пре теста требало да избегава обилне оброке непосредно пре теста и унос алкохол најмање 24 сата пре теста.
Непосредно пре извођења теста, ушни лекар проверава стање оба  спољашње слушне канале помоћу отоскопа да би  се уверио да нема опструкције, инфекције, зачепљења церуменом, или оштећења  бубне опне, која могу бити контраиндикација за извођење теста.  
Ако пацијент користи лекове требало би да их обустави 48 сати пре калоријског тестирања.  Познато је да следећи лекови утичу на вестибуларни систем и могу да промене резултате калоријског тестирања.
- Антихистаминици, јер могу изазвати поспаност и вртоглавицу.
- Трициклични антидепресиви, јер могу изазвати проблеме са равнотежом.
- Антипсихотици, јер могу изазвати тардивну дискинезију, утичући на вестибуларни систем.
- Наркотици, јер могу изазвати вртоглавицу и поспаност.
- Диуретици, јер  могу изазвати дехидрацију која доводи до вртоглавице.

### Посупак
Тест се изводи у полулежећем положају, са подигнитом главом пацијента до угла од 30° (чиме се поставља хоризонтални семилунарни канал у вертикалну раван, што оптимизује његову стимулацију), уз наизменично испитује једног па затим и у другог ува, у трајању од 30 секунди, са паузом од 5 минута између стимулација.    
Тест почиње нежним уносом у спољашњи ушни канал мале количинe воде или ваздуха (температуре 30 °C или 44 °C). Ако се током теста користите електро  или видео окулографиј, требало би на кожу клаве причврстити електроде или ставите наочаре преко очију пацијента.     
Обавезно обавестите пацијента о току процедуре и упутити га да изврши вежбу „узбуњивања“ када започне унос воде; на пример, гласним набрајањем дана у недељи, именовањем животиња или набрајање речи које почињу истим словом.

#### Фазе
Фазе калоријског тестирања су следећи:
Стимулација топлотом: увођењем топлог ваздуха или топле воде у спољашњи слушни канал изазва се померање ендолимфе у полукружним каналима, и стимулишу ћелије длачица како би се изазвао рефлексни покрет очију (нистагмус).
Алтернативна стимулација: уместо увођења топлог ваздуха или топле воде у спољашњи слушни канал стимулација се може извести хладним ваздухом или хладном водом што доводи до тога да се ендолимфа у полукружним каналима креће у супротном смеру, стимулишући ћелије длачица и изазивајући рефлексни покрет очију (нистагмус).
Понављање: повратак на топли стимулус, било ваздух или воду, након што хладни стимуланс узрокује да се ендолимфа у полукружним каналима креће у истом правцу као и први топли стимулус, стимулишу се ћелије длачица и изазива  рефлексни покрет очију (нистагмус).
Мерење: током претходних стимулација покрете очију пацијента испитивач врши упоређивање резултате са типичним вредностима да би проценио функцију унутрашњег ува и вестибуларног система.
Упоређивање: се заснива на откривању разлике у покретима очију након стимулације оба  ува, и проверава да ли постоји асиметрична реакција.
Посматрање: испитивач прати сваки спонтани или позициони нистагмус јер он може указивати на централну лезију.
Тражење: у овој фази испитивач открива било које друге симптоме, као што су вртоглавица,  мучнина или тинитус, које пацијент може да доживи.
Документовање: има за циљ да се сва запажања и мерења добијена током теста сачувају ради и упоређивања са типичним вредностима и да би се адекватно проценила функцију унутрашњег ува и вестибуларног система.  

## Компликације
Ако је тест изведен исправно, нема ризика и компликација током његовог извођења.
Нежељени ефекти калоријског тестирања су углавном благи и привремени. Неки пацијенти могу искусити осећај пуноће или притиска у уву и благи пораст вртоглавице. Ови симптоми обично нестају у року од неколико минута након завршетка теста. Ретко, неки пацијенти могу искусити теже нежељене ефекте као што су вртоглавица, мучнина или повраћање. Дугорочне последице нису обично повезане са калоријским тестирањем.